# Moringa oleifera
Moringa oleifera Lam., 1785, detto anche albero del rafano, albero dei miracoli e noto in filippino come "malunggay" ("albero salva-vita"), è una pianta appartenente alla famiglia Moringaceae, originaria di India e Pakistan e oggi diffusa in buona parte della fascia tropicale ed equatoriale del pianeta.

## Descrizione
Moringa oleifera raggiunge dai 4 ai 7 m di altezza, ma con suolo profondo e fertile supera anche i 10 m; ha tronco eretto o ramificato dalla base, molle e a consistenza spugnosa; il legno è debole, i rami, sottili e intrecciati, sono penduli.
Le foglie sono pluricomposte (ogni foglia è composta da alcune fogliole), ogni fogliola è imparipennata con foglioline ovali opposte e con una fogliolina terminale; le foglie sono alquanto robuste, verde chiaro al dorso, verde glauco (pallido) al verso.
Le radici hanno un forte odore e sapore di rafano, da cui deriva il nome di horseradish tree, tradotto in italiano come "albero del rafano". 
I fiori sono piccoli e numerosi, di colore bianco crema, ottimi produttori di nettare per le api, di discreto valore decorativo. In ambiente tropicale la pianta può fiorire due o tre volte all'anno.
I frutti sono grandi baccelli a sezione triangolare, affusolati e appuntiti (30–45 cm di lunghezza), verdi e morbidi se immaturi; a maturità assumono una colorazione ocra e poi marrone e una consistenza legnosa.
I semi bruni contenuti sembrano fagioli, ma sono tondeggianti e sono dotati di una membrana cartacea; sono da 16 a 22 per baccello, mentre ogni albero produce da 20 fino a 80 baccelli.

## Distribuzione
Moringa oleifera è originaria dell'India orientale, si ritiene delle regioni pedemontane della catena himalayana dell'Uttar Pradesh. La specie è variamente diffusa e coltivata in tutta la fascia tropicale del pianeta.
Una specie congenere, Moringa stenopetala, originaria dell'Etiopia e del Kenya, ha avuto un notevole sviluppo in coltivazione, soprattutto nei suoi paesi di origine. Produce meno frutti di Moringa oleifera e quindi meno semi.

## Ambiente

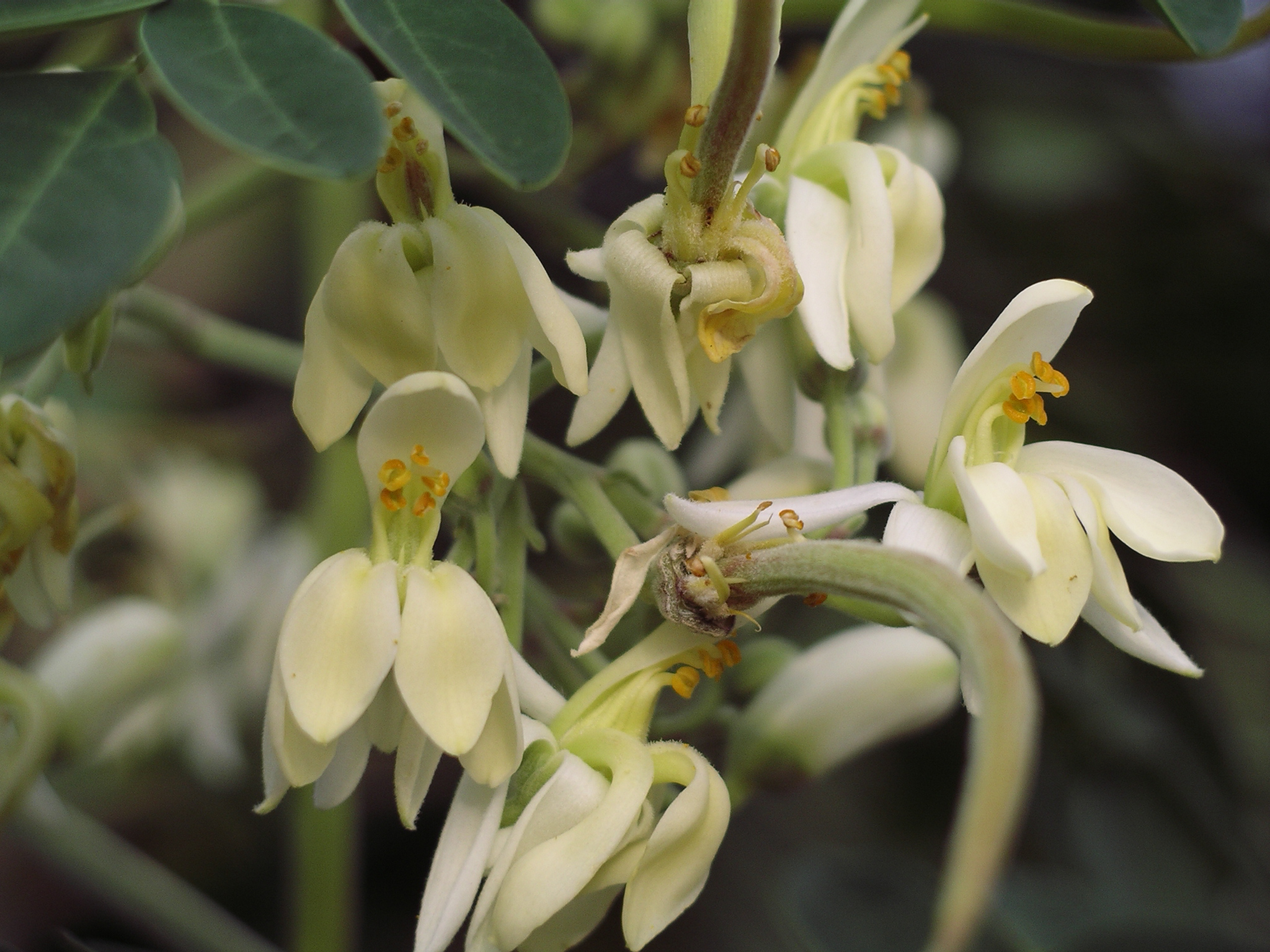
Fiori di Moringa oleifera

La pianta di moringa è resistente alla siccità e si può sviluppare in un'ampia varietà di terreni, anche poveri, e su suolo sterile; in terreni di buona fertilità e mediamente irrigati può avere una crescita notevole. Non ha preferenze di suolo per quanto concerne il pH (suoli acidi o alcalini), tollerando valori di pH da 4,5 a 9,0; si sviluppa e può fruttificare già al primo anno di impianto con abbondante crescita di foglie.
La pianta ha assoluta necessita di terreno ben drenato, non sopportando terreni alluvionati o asfittici.

### Resistenza al fuoco
L'albero non è resistente al fuoco, e questo è un grave svantaggio dato che nei paesi di origine l'uso del fuoco, in maniera più o meno controllata, è un mezzo sbrigativo e frequente per il diserbo e la “fertilizzazione” del suolo. L'incendio boschivo produce gravissimi danni a questa specie, spesso fatali. A differenza di altre specie vegetali che dopo l'incendio possono rivegetare, le piante di moringa, una volta lambite dal fuoco, sono irrimediabilmente distrutte o uccise.

## Clima
Le varietà comuni sopportano brevi gelate, soprattutto le piante adulte, ma il freddo di durata consistente interferisce gravemente con la crescita e la fruttificazione, anche se non uccide la pianta.
La pianta rimane in vegetazione anche con clima molto secco; nel suo ambiente, in caso di siccità, è spesso l'unica pianta che si conserva verdeggiante. Come difesa da un clima estremamente arido la pianta perde le foglie che si riformano con il ritorno dell'umidità.
La moringa si ritiene coltivabile nella fascia climatica dell'arancio, preferendo certamente le zone più calde e riparate di questa fascia in caso di coltivazioni significative. Comunque anche nelle zone europee con geli molto moderati è possibile coltivare la Moringa all'esterno durante tutto l'anno. È importante però proteggere le radici con pacciamatura di paglia o accorgimenti simili per evitare il gelo delle radici. Tutta la parte esterna muore se esposta per tempi lunghi a temperature pari o inferiori allo zero centigrado, ma se la parte sotterranea riesce a sopravvivere la pianta rivegeta con vigore a primavera.

## Usi alimentari

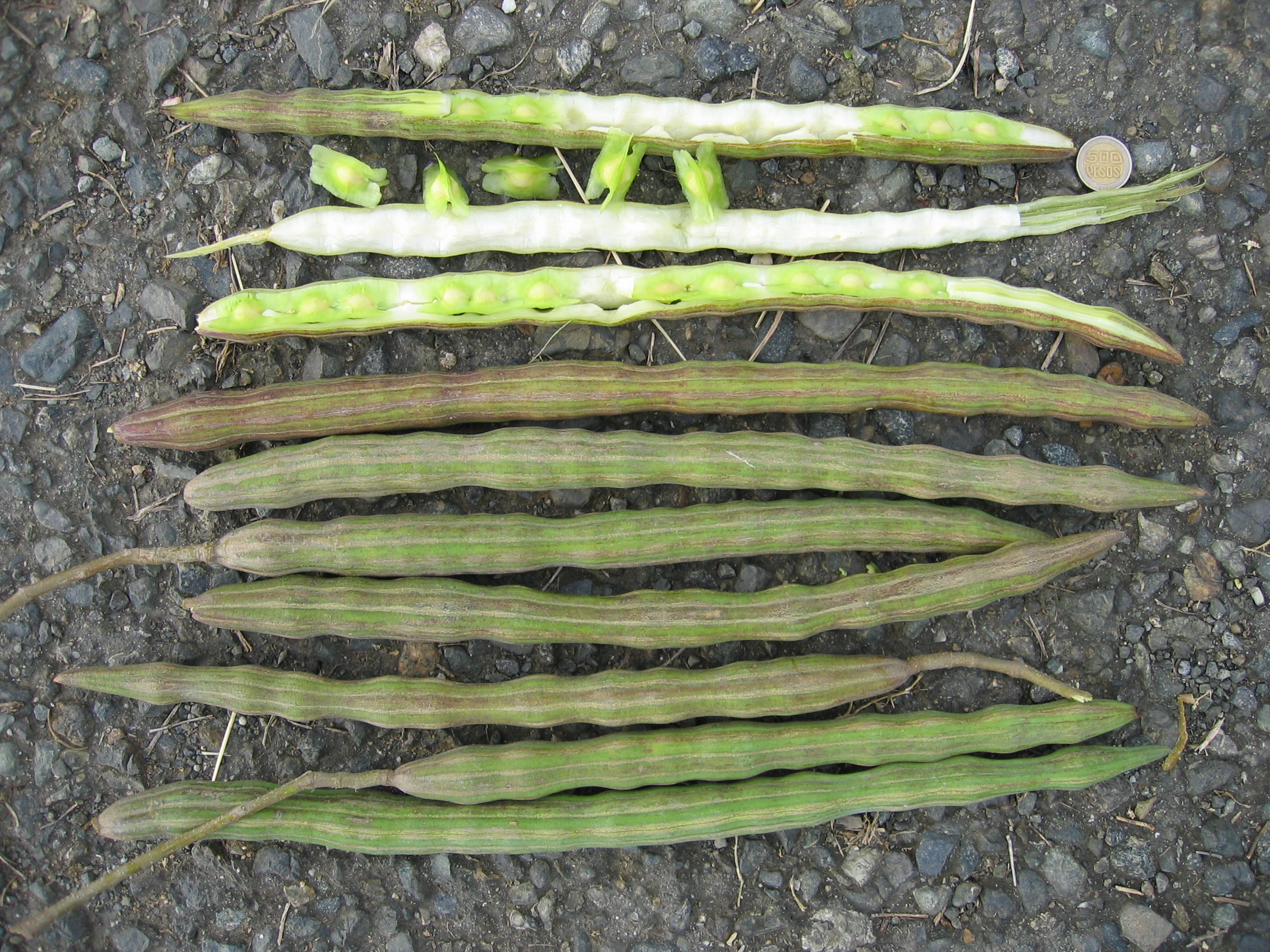
Frutti di Moringa oleifera

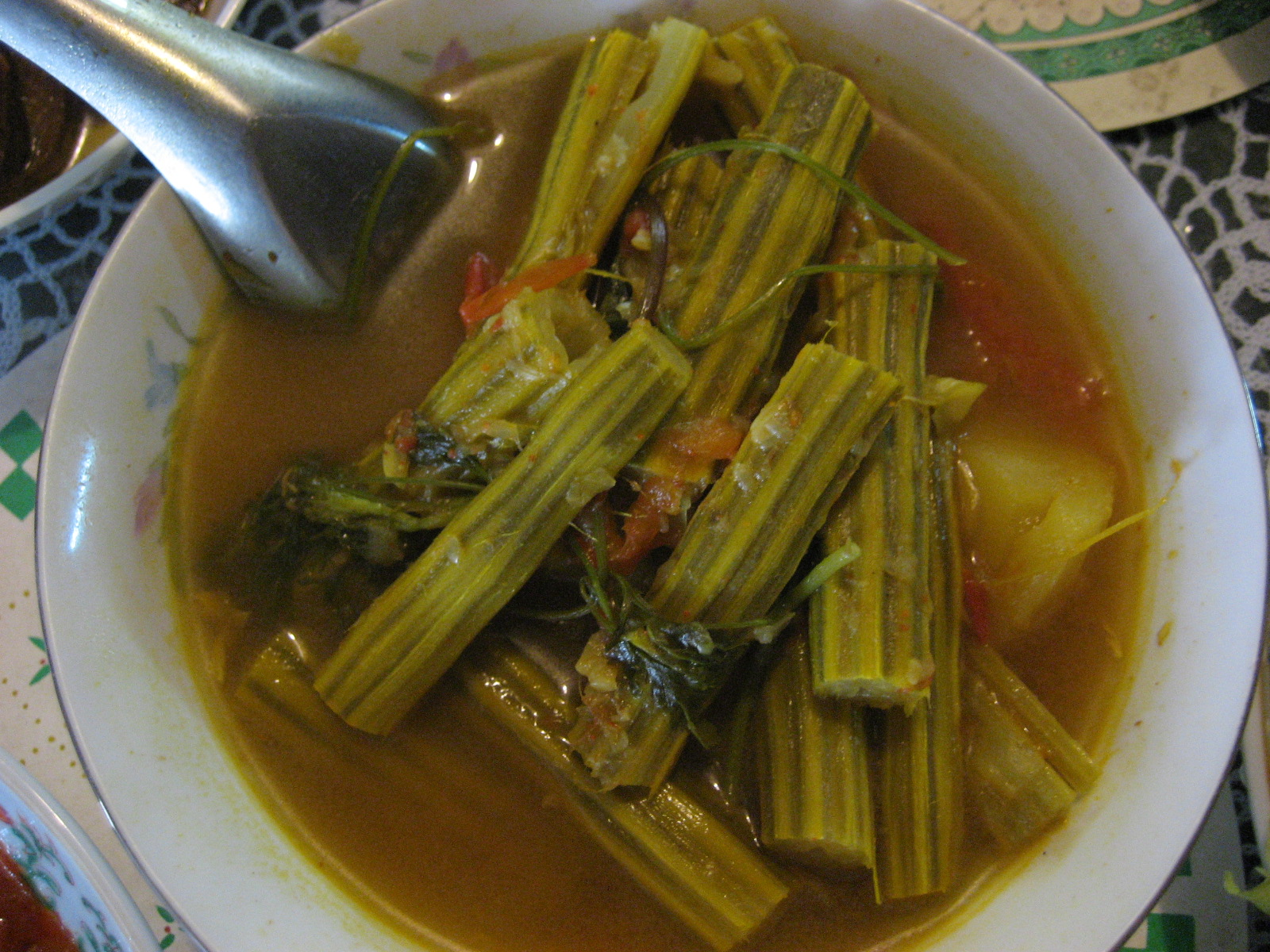
Dunt-dalun chin-yei, zuppa di moringa della cucina birmana

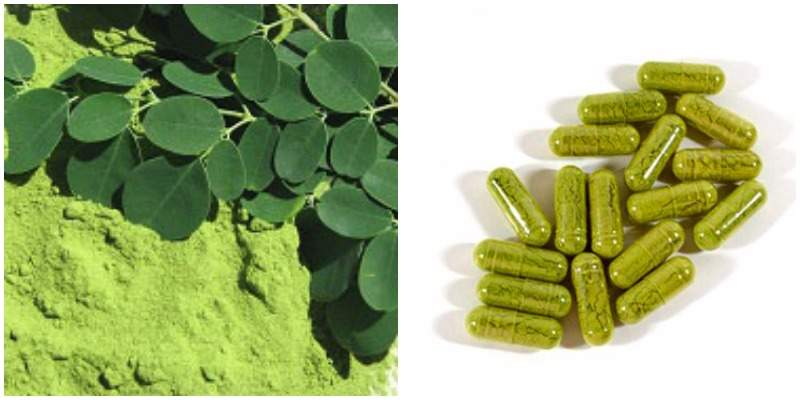
Polvere e capsule di foglia secca di moringa

Praticamente tutta la pianta è commestibile e possiede un notevole interesse dal punto di vista nutrizionale. È di grande rilievo il fatto che il contenuto proteico delle parti della pianta è completo, ovvero le parti della pianta contengono tutta la gamma degli aminoacidi richiesta per il fabbisogno proteico, anche quelli essenziali. Questo fatto è pressoché unico tra i vegetali: si può definire Moringa oleifera come l'unica pianta oggi nota con tali caratteristiche.
Tali caratteristiche rendono la moringa una pianta interessante anche dal punto di vista umanitario, in quanto possiede un grande potenziale per combattere fame, malnutrizione e povertà.

### Foglie
Le foglie possono essere mangiate e sono molto ricche in proteine, vitamine e sali minerali. Hanno un sapore leggermente piccante e gradevole anche allo stato crudo. Spesso sono preparate in insalata; possono anche essere cotte come gli spinaci. Contengono il 25 per cento in peso di proteine: più delle uova e il doppio del latte di mucca; contengono inoltre il quadruplo in vitamina A delle carote e quasi otto volte la vitamina C delle arance, il triplo del potassio delle banane. Un simile contributo proteico fa pensare che tale nutrimento possa essere un utile supporto per le gestanti e per l'allattamento umano in condizioni di povertà e difficoltà. Le foglie, oltre che direttamente per l'alimentazione umana, possono essere utilizzate come foraggio per l'allevamento di animali. Se le foglie sono usate come foraggio assieme alla pasta residua dell'estrazione dell'olio, costituiscono un buon ricostituente alimentare per gli animali erbivori, di cui sembra migliorare le condizioni vitali. Sono un buon supporto post-parto per le vacche che reggono egregiamente elevate produzioni di latte e per la crescita dei vitelli. Le foglie di moringa sono fortemente appetite da tutti gli animali erbivori, inclusi i pesci erbivori come le carpe, che ne sono molto ghiotte.

### Frutti, fiori, semi
Per quanto riguarda i frutti, l'uso più diffuso e frequente è la bollitura dei baccelli immaturi (detti 'mazze da tamburo'), che hanno il sapore degli asparagi. Nella medicina tradizionale Siddha sono considerati dei potenti afrodisiaci per entrambi i sessi.
Anche i fiori sono commestibili e vengono di norma preparati in insalata. Inoltre, la moringa è pianta mellifera, e quindi può esser prodotto il miele dai suoi fiori.
Tra i vari derivati alimentari della pianta, è stato osservato che il contenuto più elevato di amminoacidi si trova nella farina di semi germinati e fermentati, ciò presumibilmente grazie alle attività biochimiche presenti durante la germinazione e all'attività dei microrganismi durante la fermentazione.
I semi, oltre ad essere ridotto a farina, possono essere assunti bolliti o tostati e hanno il sapore dei ceci. L'estrazione di olio dai semi è un'importantissima risorsa: i semi contengono dal 30 al 50% di olio (per confronto, le olive ne contengono dall'8 al 20%). L'olio estratto contiene dal 65 al 76% di acido oleico, che è lo stesso grasso insaturo dell'olio d'oliva. L'olio è dolce e saporito e non irrancidisce, a differenza dell'olio di Jatropha. È perfettamente adatto all'alimentazione umana. Estratti gli oli dai semi, la pasta residua contiene il 60% di proteine pregiate. Questa è una quantità enorme se si considera che il residuo dell'analogo trattamento della soia, prodotto di discreta qualità proteica vegetale, produce dal 30 al 35% di proteine, la cui gamma di aminoacidi, come per la gran maggioranza degli altri vegetali noti, è incompleta. Le proteine ottenute della pasta residua sono adatte per l'alimentazione umana.

### Radici
Anche le radici sono commestibili e hanno sapore piccante come di ravanello. L'aroma piccante delle radici è più pronunciato di quello delle foglie. Analogamente al rafano, l'uso comune delle radici è quello di aromatizzante, ma ne è sconsigliato l'uso in quantità eccessiva per la presenza della spirochina, un alcaloide che interferirebbe con la trasmissione nervosa.

## Altri usi

### Uso fitoterapico
L'uso fitoterapico di Moringa oleifera è supportato da diversi studi che ne evidenziano varie proprietà terapeutiche. 
Gli estratti etanolici delle foglie mostrano un effetto antinfiammatorio simile all'ibuprofene e potente attività antiossidante contro i radicali liberi. I semi secchi, in uno studio su 25 soggetti, avrebbe dimostrato un miglioramento significativo dei parametri spirometrici in pazienti asmatici, mentre l'assunzione di M. oleifera in pazienti diabetici ridurrebbe i livelli di glucosio post-prandiali. La corteccia dell'albero presenta proprietà antipiretiche, e l'estratto di foglie ha un'azione antipertensiva. Gli estratti di moringa hanno inoltre mostrato nei topi attività anticancro e pro-apoptotica senza tossicità e un effetto epatoprotettivo nel processo di guarigione da danno epatico causato da farmaci antitubercolari.

### Utilizzo nella depurazione dell'acqua
L'uso più famoso della pianta è quello di depurazione dell'acqua tramite i semi. La farina di semi di moringa è un ottimo depuratore dell'acqua o di altri liquidi alimentari, avendo un eccellente potere flocculante: fissa e adsorbe (cattura fissando) i corpi batterici e le altre impurità in sospensione nei liquidi inglobandoli in fiocchi che poi precipitano al fondo, lasciando il liquido più limpido e depurato. Il potere flocculante è dovuto ad un polielettrolita particolarmente efficace. Tale proprietà di purificazione è ben nota nelle zone nelle quali spesso l'acqua non è pura. In questi luoghi la moringa è definita come “l'albero dell'acqua pulita”. Ad esempio nella valle del Nilo è conosciuta come "Shagara al Rauwaq” che significa testualmente "albero che purifica".

### Altri usi
L'olio estratto dai semi può essere usato per produrre saponi, lubrificanti e cosmetici dal valore equivalente a quelli prodotti con l'olio di oliva, e quindi piuttosto elevato. Gli oli estratti sarebbero anche adatti alla preparazione di carburante biodiesel, anche se sembra un uso non appropriato, visto la qualità e i potenziali usi alimentari.
Dalla corteccia sono estratte una gomma dai molti usi e sostanze tanniche usate per la concia delle pelli. Il legno può essere utilizzato per l'industria della carta e fornisce inoltre una tintura di colore azzurrato.
Dalle foglie di Moringa oleifera si può preparare un concime liquido mediante la infusione delle foglie in acqua per diversi giorni. L'aumento di crescita delle piante concimate mediante la nebulizzazione del liquido ottenuto sulle superfici assorbenti è notevole (fino al 25%).